# Багіра Кіплінґа
Багіра Кіплінґа (Bagheera kiplingi E. Peckham & D. Peckham, 1896) — єдиний рослиноїдний вид павуків, раціон якого на 90 % складають тільця Белта (особливі виділення листків акацій)  [Архівовано 28 липня 2011 у Wayback Machine.].